# Distrito de Louny

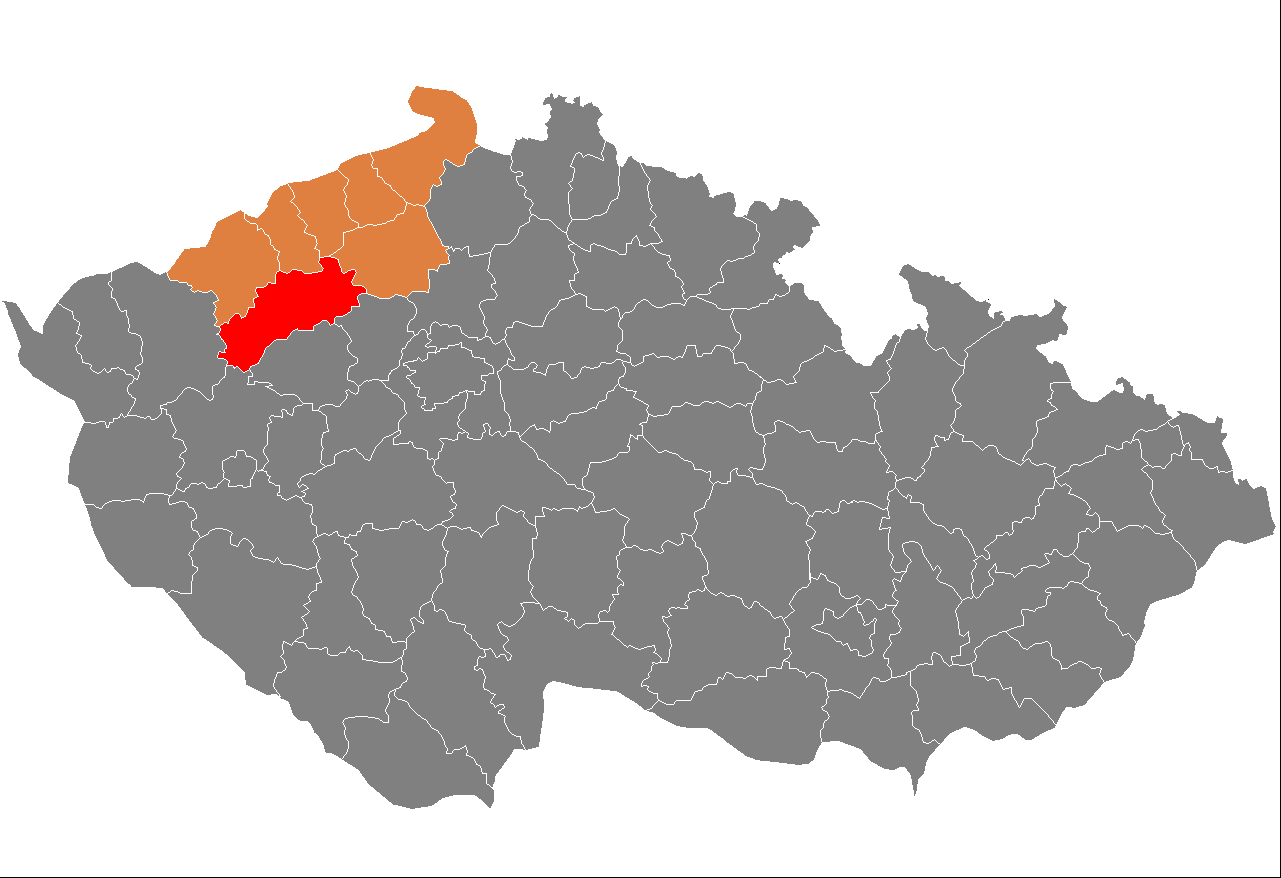
Distrito de Louny

El distrito de Louny (en checo, Okres Louny) es uno de los siete distritos (okres) ubicados dentro de la región de Ústí nad Labem (Ústecký kraj) en la República Checa. Su capital es la ciudad de Louny. Tiene una superficie de 1.117,65  km² y una población de 88.247 hab. (2009), lo que hace una densidad de 78,96 hab./km².

## Localidades (población año 2018)

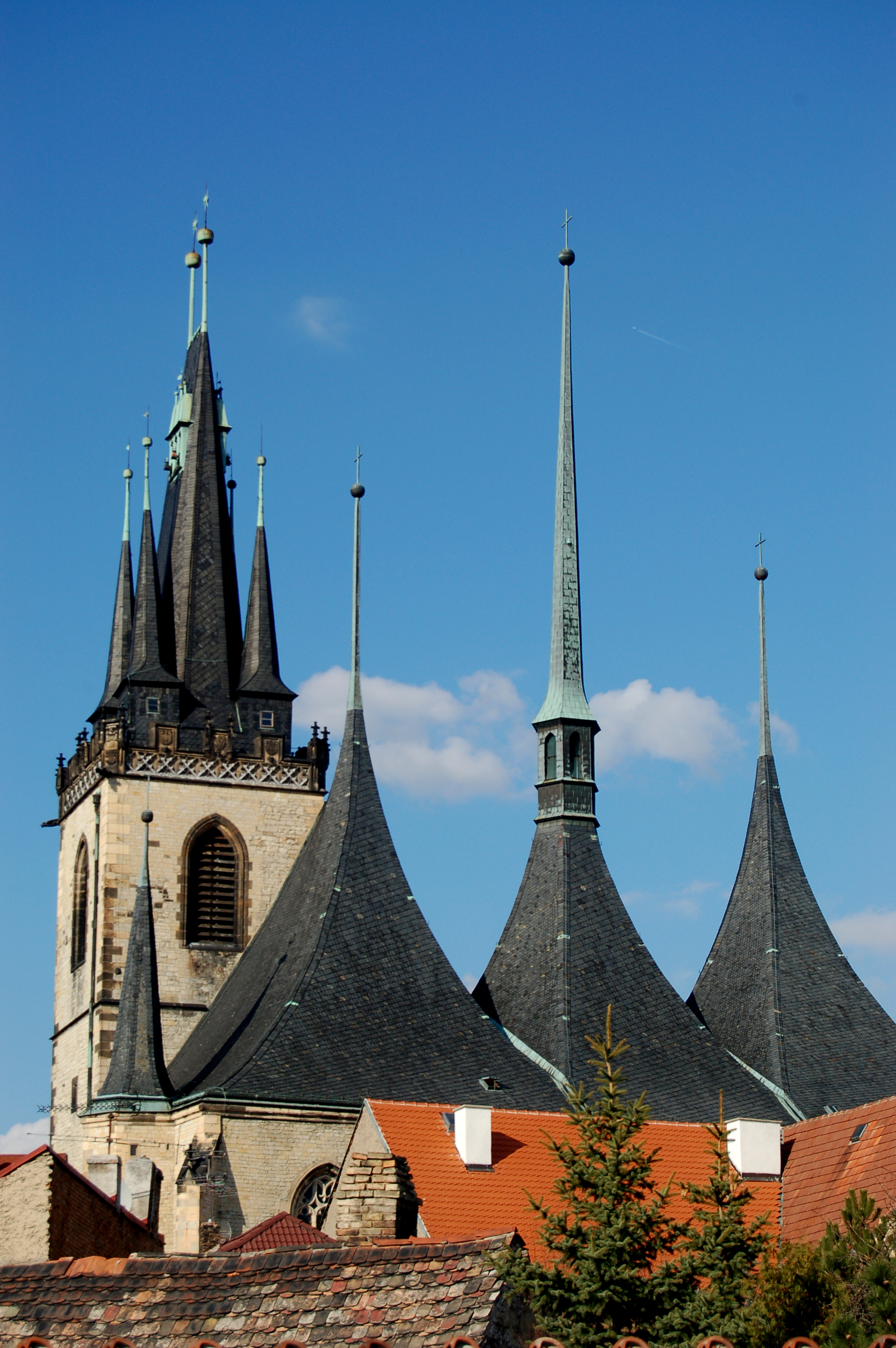
Iglesia de san Nicolás en Louny.

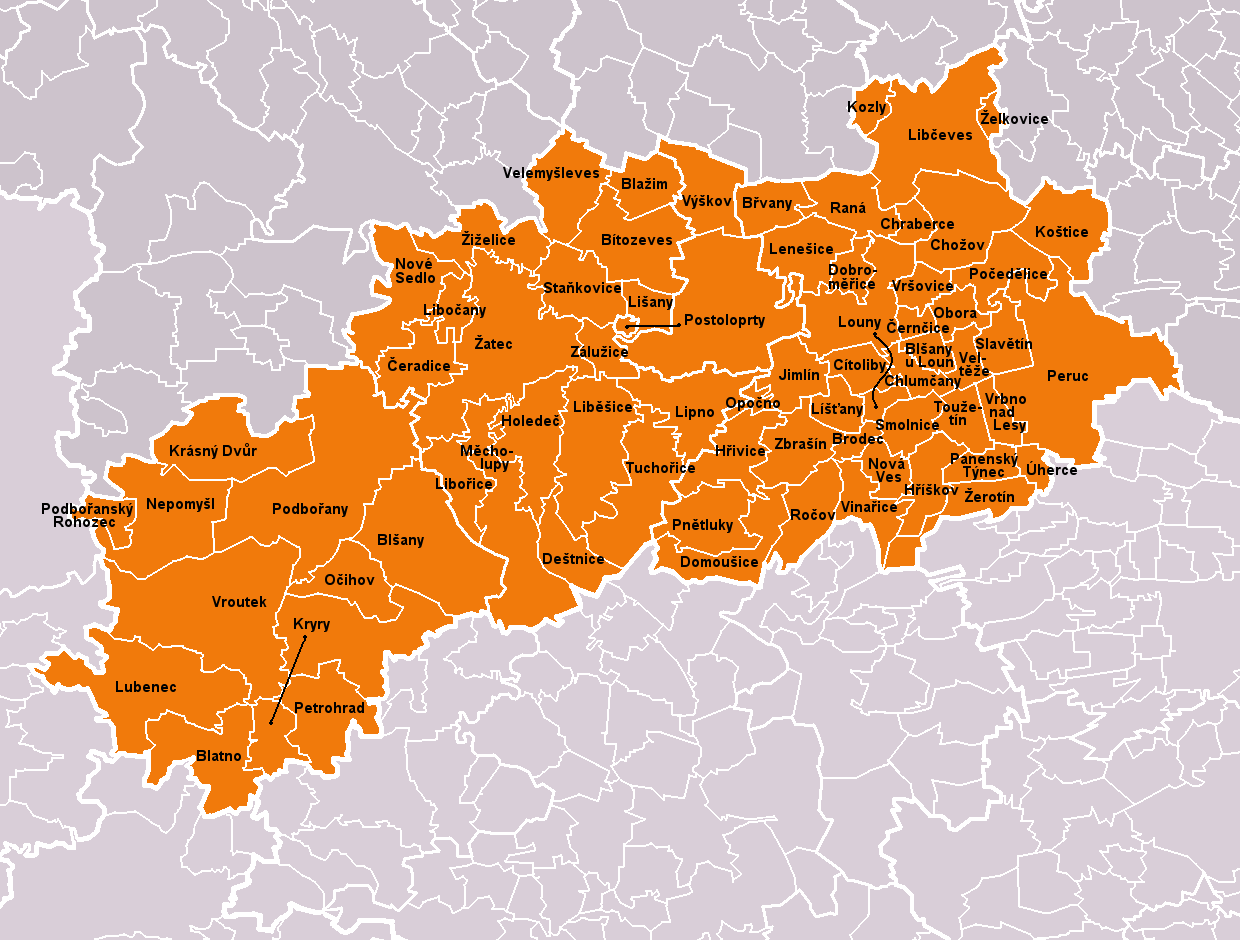
Municipios del distrito de Louny en el año 2010

- Bitozeves 449
- Blatno 521
- Blažim 246
- Blšany 983
- Blšany u Loun 327
- Brodec 80
- Břvany 314
- Čeradice 302
- Černčice 1340
- Chlumčany 556
- Chožov 535
- Chraberce 121
- Cítoliby 1091
- Deštnice 198
- Dobroměřice 1394
- Domoušice 641
- Holedeč 595
- Hříškov 393
- Hřivice 629
- Jimlín 873
- Koštice 581
- Kozly 137
- Krásný Dvůr 682
- Kryry 2318
- Lenešice 1454
- Libčeves 972
- Liběšice 758
- Libočany 530
- Libořice 347
- Lipno 500
- Lišany 163
- Líšťany 444
- Louny 18 446
- Lubenec 1373
- Měcholupy 1007
- Nepomyšl 411
- Nová Ves 123
- Nové Sedlo 538
- Obora 435
- Očihov 374
- Opočno 119
- Panenský Týnec 445
- Peruc 2272
- Petrohrad 645
- Pnětluky 344
- Počedělice 300
- Podbořanský Rohozec 137
- Podbořany 6375
- Postoloprty 4760
- Raná 253
- Ročov 573
- Slavětín 538
- Smolnice 421
- Staňkovice 939
- Toužetín 287
- Tuchořice 681
- Úherce 76
- Velemyšleves 335
- Veltěže 408
- Vinařice 233
- Vrbno nad Lesy 180
- Vroutek 1843
- Vršovice 238
- Výškov 513
- Zálužice 88
- Žatec 19 142
- Zbrašín 359
- Želkovice 90
- Žerotín 206
- Žiželice 391